# Boekensleutel
De Boekensleutel is een literatuurprijs die sinds 1979 onregelmatig wordt toegekend door de Stichting CPNB voor een bijzonder kinderboek. Voor de Boekensleutel komen boeken in aanmerking die opvallen door hun genre, de gebruikte techniek of vormgeving, of een anderszins opmerkelijke kwaliteit. De Boekensleutel wordt op voordracht van de Griffel- of Penseeljury toegekend. Ook in het Nederlands vertaald werk kan bekroond worden met de Boekensleutel.

## Gelauwerden
- 1979 - Virginia Allen Jensen voor Wat is dat?
- 1981 - Miep Diekmann voor Ik heb geen naam, uit een dagboek van een vijftienjarige. Co-auteur Dagmar Hilarová, illustrator Ralph Prins (Leopold)
- 1986 - Virginia Allen Jensen voor Pak me dan
- 1988 - Janet en Allan Ahlberg voor De puike postbode
- 1992 - Catharine Roehrig voor Spelen met hiërogliefen
- 1996 - Lucy Cousins voor Het huis van muis
- 2000 - Joan Steiner voor Je Gelooft Je Ogen Niet
- 2012 - Javier Sáez Castán en Miguel Murugarren voor Het Dierelirium van professor Revillod. (Vertaald en bewerkt door prof. dr. E.I. Kipping (Kees van Kooten))[1]
- 2019 - Ted van Lieshout voor Ze gaan er met je neus vandoor